# Fabrice Gobert
Fabrice Gobert (Le Chesnay, 17 de maig de 1974) és un guionista i director de cinema francès.

## Biografia
Fabrice Gobert va estudiar negocis a l'École des Hautes Études Commerciales du Nord (EDHEC, promoció de 1997) i es va incorporar a l'associació d'estudiants audiovisuals ETNA. Va continuar la seva formació al departament de cinema de la Universitat de la Sorbonne Nouvelle de 1994 a 1998 abans de convertir-se en assistent de direcció. La seva primera pel·lícula, Simon Werner a disparu..., inspirada en part per la seva pròpia experiència dels seus anys de batxillerat, va ser seleccionada a la secció Un certain regard al 63è Festival Internacional de Cinema de Canes (2010) i fou nominada al César a la millor primera pel·lícula a la 36a cerimònia dels Premis César.
Posteriorment, Gobert va ser creador, coguionista i codirector de la sèrie de televisió francesa Les Revenants, que es va emetre a Canal+ durant dues temporades, emeses respectivament el 2012 i el 2015. La sèrie va ser rebuda positivament per la crítica i el públic, es va distribuir internacionalment i, amb motiu dels Premis Emmy 2013, va ser guardonada amb un Premi Emmy Internacional.

## Filmografia

### Cinema
- 2000 : Camille (curtmetratge)
- 2010 : Simon Werner a disparu...
- 2017 : K.O.

### Televisió
- 2002 : Âge sensible (sèrie de televisió)
- 2005 : C'est du propre ! (sèrie de televisió)
- 2005 : Lettre à un jeune cinéaste : Michael Haneke, Emanuele Crialese, Lars Von Trier (sèrie de televisió documental)
- 2006 : C'est comme ça (sèrie de televisió, temporada 3)
- 2006-2010 : Cœur Océan, codirigida amb Charli Beléteau i Thierry Boscheron (sèrie de televisió)
- 2012-2015 : es Revenants (sèrie de televisió temporada 1 i saison 2)
- 2019-2021 : Mytho (sèrie de televisió)
- 2024 : La Maison (sèrie de televisió)

## Premis
- Premis Emmy 2013 : Premi Emmy Internacional a la millor sèrie dramàtica per Les Revenants
- Globes de Cristal 2013 : millor telefilm o sèrie de televisió per Les Revenants
- Association des critiques de séries 2016 : millor direcció per Les Revenants temporada 2
- Festival Séries Mania 2019 : premi del públic per Mytho

### Nominacions
- César 2011 : nominació al César a la millor primera pel·lícula per Simon Werner a disparu
- Globes de cristal 2020 : nominació com a millor sèrie o minisèrie de televisió per Mytho